# نيل كولينز (سياسي نيوزلندي)
نيل كولينز (بالإنجليزية: Neil Collins)‏ هو موزع بث ‏ وسياسي نيوزلندي، ولد في 1940، وتوفي في 19 نوفمبر 2018 في دنيدن في نيوزيلندا.